# Rear Brook
Rear Brook – strumień (brook) w kanadyjskiej prowincji Nowa Szkocja, w hrabstwie Pictou, płynący w kierunku wschodnim i uchodzący do East River of Pictou; nazwa urzędowo zatwierdzona 8 listopada 1948.